# اسپرینگ وود، نیو ساوت ولز
اسپرینگ وود (به انگلیسی: Springwood) یک شهرک در استرالیا است که در نیو ساوت ولز واقع شده‌است.